# 圖爾嫩山
46°37′40.1″N 7°29′33″E / 46.627806°N 7.49250°E
圖爾嫩山（Turnen），是瑞士的山峰，位於該國中西部，由伯恩州負責管轄，屬於伯爾尼山的一部分，該山峰海拔高度2,079米，每年平均降雨量1,703毫米。